# Проспект Защитников Москвы
Проспект Защи́тников Москвы́ — проспект, расположенный в Юго-Восточном административном округе города Москвы на территории района Некрасовка.

## История
Современное название проспект получил в 2011 году, до этого он был частью Комсомольского проспекта, входя в состав Люберец. После передачи Люберецких Полей Москве, название требовалось сменить, так как в городе уже существовал Комсомольский проспект. В результате инициативы жителей Некрасовки власти назвали проспект в честь 70-летия битвы за Москву. В годы Великой Отечественной войны район находился на первой линии обороны Москвы, и на его территории был расположен важный радиоцентр.

## Расположение
Проспект Защитников Москвы расположен за Московский кольцевой автодорогой в жилом районе Люберецкие Поля. На севере пересекается с Покровской улицей, на юге переходит в Комсомольский проспект. На своём протяжении пересекает улицы Ухтомского Ополчения и Рождественскую.
В настоящее время вдоль проспекта идёт активная жилая застройка.

## Транспорт

### Наземный
На перекрёстке с улицей Ухтомского Ополчения есть остановка «Микрорайон Люберецкие поля» через которую ходит маршрутное такси № 472 м. По самому проспекту проходит автобус № 841 (метро «Выхино» — Люберецкие поля), автобус № 885 проходит через метро «Новокосино» (3-й микрорайон Новокосина — 3-й квартал Люберецких полей) и автобус № 849 (4-й микрорайон Кожухова — Некрасовская улица).

### Метро
На северо-восточной оконечности проспекта расположена станция метро «Некрасовка» Некрасовской линии.